# Miszmetal
Miszmetal (niem. Mischmetall, ang. Mischmetal) – stop metali z metali ziem rzadkich. Standardowy skład, to zazwyczaj min. 98% metali ziem rzadkich, 1% żelaza oraz 0,8% magnezu.
Składniki miszmetalu otrzymuje się z minerału zwanego monacytem. Z powodu dużego podobieństwa chemicznego, rozdzielenie poszczególnych pierwiastków byłoby zabiegiem bardzo kosztownym.

## Zastosowanie
Zastosowane miszmetalu jako modyfikatora w odlewnictwie nie wymaga zmiany składu procentowego w stopie miszmetalu, ponieważ wszystkie metalowe składniki mają podobne działanie. Ekonomicznie uzasadnione jest stosowanie jako stopu mającego na celu wprowadzenie zawartych pierwiastków do modyfikowanych stopów metali.

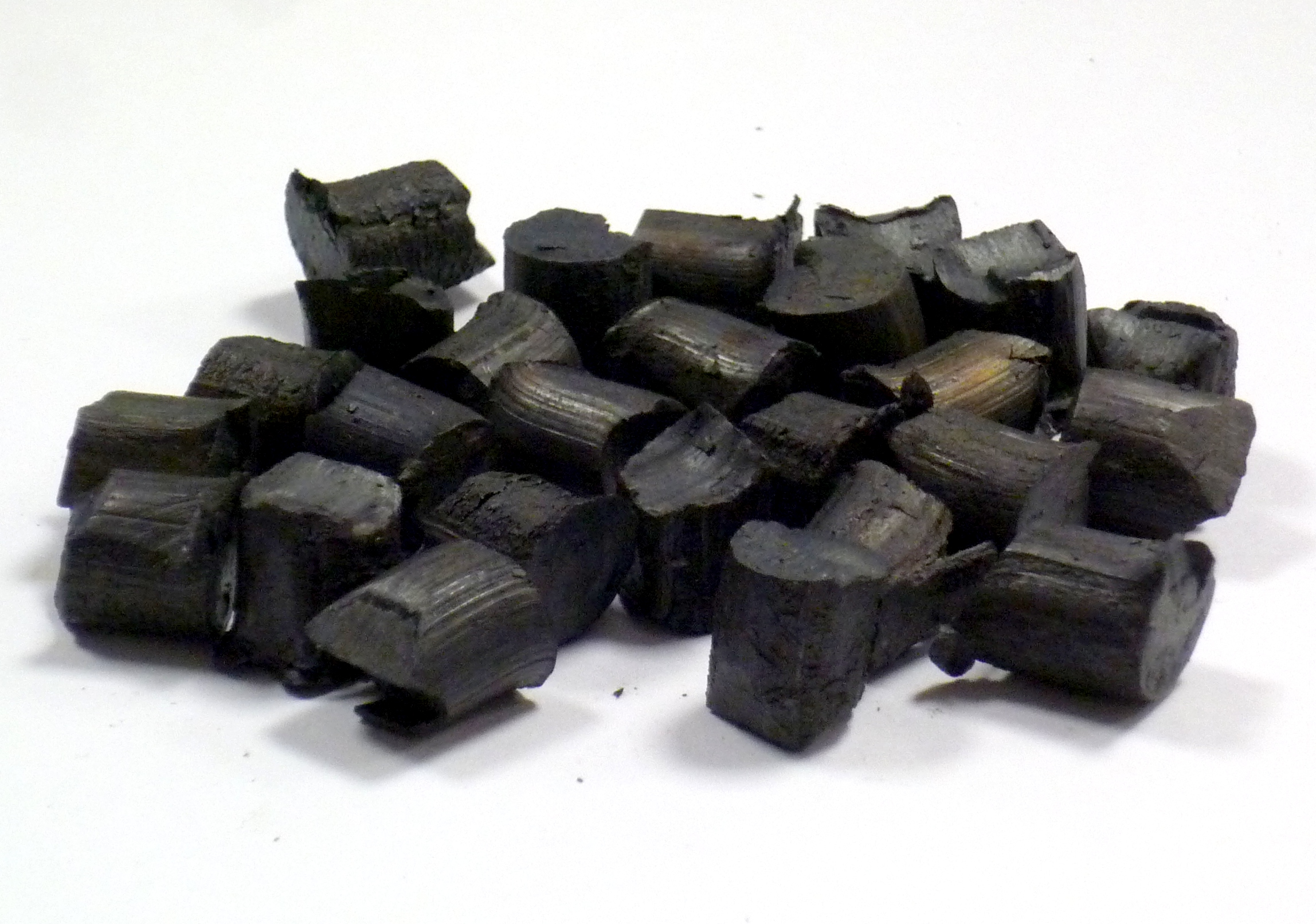
Konfekcjonowana forma miszmetalu

Procentowy rozkład pierwiastków ziem rzadkich w klasycznym miszmetalu bezpośrednio wynika ze składu monacytu w postaci mineralnej. Zawiera około 45 – 52% ceru, 20 – 27% lantanu, 15 – 18% neodymu, 3 – 5% prazeodymu, 1 – 3% samaru, terbu, itru oraz śladowe ilości innych metali ziem rzadkich. Ze względu na dzisiejsze wysokie zapotrzebowanie na neodym do otrzymywania magnesów neodymowych jak i na fakt łatwiejszego oddzielania samaru, w dzisiejszym miszmetalu zwykle są tylko metale ziem rzadkich takie jak: cer, lantan i częściowo prazeodym. Z powodu podobieństwa w chemicznych właściwościach ziem rzadkich w miszmetalu notuje się znaczne odchylenia w składzie, co w zastosowaniach miszmetalu nie jest bardzo znaczące.
Stopy żelaza z miszmetalem o zawartości żelaza od 15% do 50% jest nazywane miszmetalem ceru lub nazwą handlową Auermetall.
Jako dodatek w produkcji stali mieszane metalu redukuje negatywnie działające tlenki żelaza, wiąże tlen, siarkę i wspomaga odgazowanie. Jako modyfikator w stopie, poprawia lejność i lepsze odwzorowanie odlewu oraz polepsza odporność na korozję materiałów stopu żelazowo-chromowo-aluminiowego powodowaną gorącymi gazami utleniającymi.
Dodanie miszmetalu do żeliwa poprawia właściwości mechaniczne żeliwa poprzez modyfikację zawartego grafitu z kształtu płatkowego do sferoidalnego.

## Historia

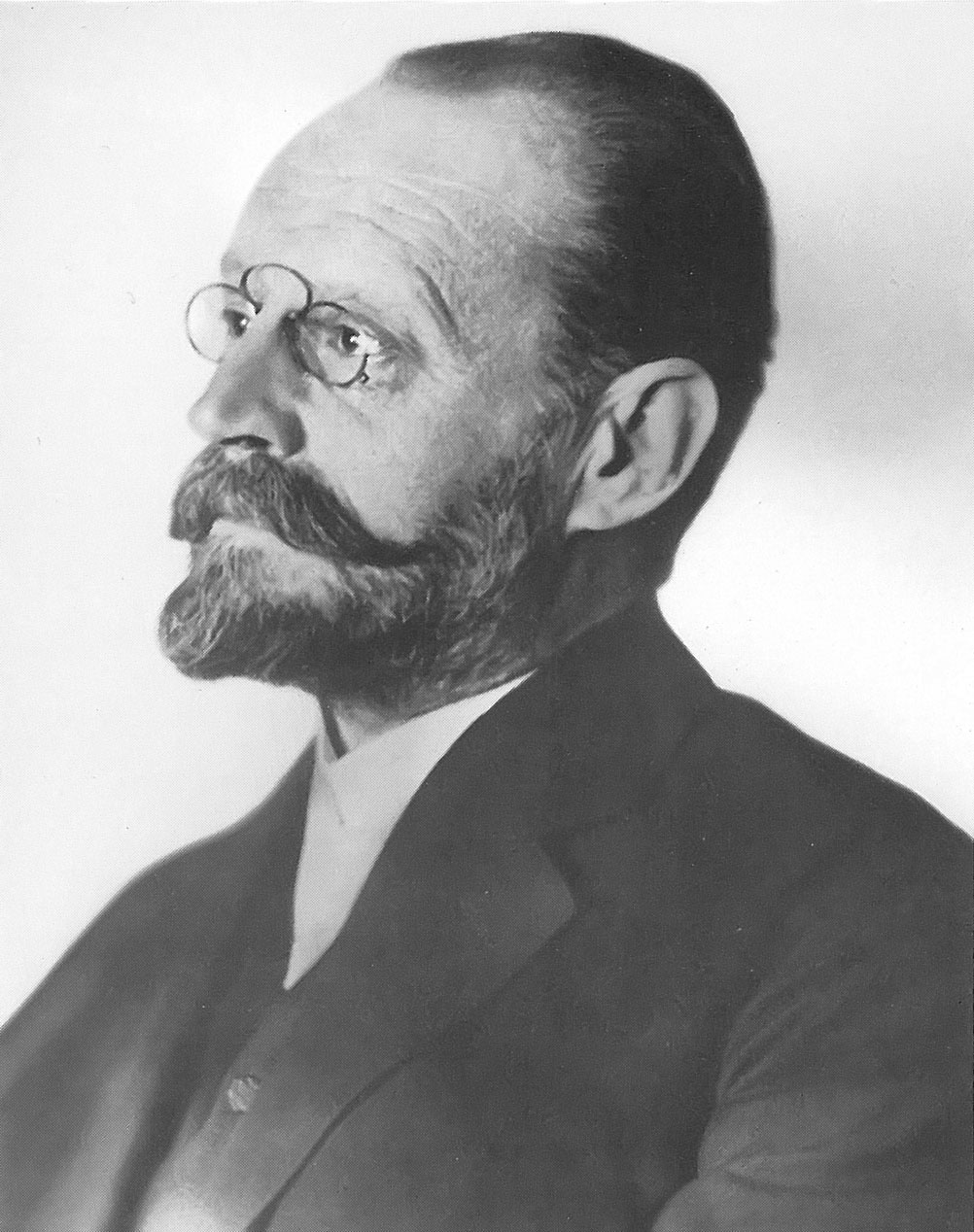
Carl Auer von Welsbach, odkrywca miszmetalu

Austriacki chemik Carl Auer von Welsbach odkrył samozapalne właściwości stopów żelaza z mieszmetalem (patent 1903), które wykorzystał do produkcji kamieni do zapalniczek.